# Light showers
『light showers』（ライト・シャワーズ）は藤井隆の4枚目のオリジナル・アルバム。2017年9月13日にSLENDERIE RECORDより発売された。

## 解説
2015年6月にリリースされた前作『Coffee Bar Cowboy』から約2年ぶりとなるオリジナル・アルバム。
テーマは『90年代の音楽』であり、「90年代のCMソングみたいな曲」という藤井のリクエストの元、冨田謙をプロデューサーに迎えて製作された。
「アルバムの各曲がCMのタイアップ曲になっている」という設定の元、全ての曲に架空のタイアップが付いており（下記「タイアップ」参照）、それらのCM動画を纏めたダイジェスト動画「藤井隆“light showers” CFまとめ」がアルバム発売前の2017年9月6日に公開された。なお、CDには架空のCMのタイアップ元を記した「タイアップシール」が付いており、これに関して藤井は「これが…これがしたかったんです！」と自身のTwitter上でコメントしている。

## 収録曲
1. Going back to myself～再生のリズム～ (5:54)
作詞・作曲：EPO
2. mode in the end (4:28)
作詞：YOU 作曲 : RIS
3. DARK NIGHT (4:43)
作詞・作曲：堂島孝平
4. AIR LOVER (4:08)
作詞・作曲：ARAKI（BAVYMAISON）
5. 守ってみたい (4:59)
作詞：藤井隆 作曲：冨田謙
6. くちばしは黄色 (5:02)
作詞・作曲：シンリズム
7. 踊りたい (3:43)
作詞・作曲：澤部渡（スカート）
8. カサノバとエンジェル (5:33)
作詞・作曲：西寺郷太（NONA REEVES）
9. ドライバー (4:13)
作詞：藤井隆 作曲：葉山拓亮
10. プラスティック・スター (4:33)
作詞：藤井隆 作曲：冨田謙

## タイアップ（全て「架空」のもの、ダイジェスト動画順に記載）
| 曲名                                  | タイアップ                                                                |
| ------------------------------------- | ------------------------------------------------------------------------- |
| AIR LOVER                             | 「y2PHONE」CFイメージソング                                               |
| プラスティック・スター                | IGUCHI「カーボン・ナノ」スキーウェア CMソング                             |
| DARK NIGHT                            | リアーム「ARBE」CFソング（冒頭にて堂島孝平が出演）                        |
| くちばしは黄色                        | McMIN「ZOOM X10」CMソング                                                 |
| Going back to myself ～再生のリズム～ | 琴映配給映画「まばたき」主題歌                                            |
| 守ってみたい                          | TOKIMA 通信カラオケ「GOBA」CMソング                                       |
| カサノバとエンジェル                  | IttEN「クールサイラス」CMソング                                           |
| 踊りたい                              | Abio カロリーゼロアイス「Tipo0」CMソング                                  |
| ドライバー                            | 「smart one AESTHETIC」キャンペーン・ソング（モデルとして松永有紗が出演） |
| mode in the end                       | 「CALINA」グランバザール キャンペーン・ソング                             |